# Philygria opposita
Philygria opposita är en tvåvingeart som beskrevs av Friedrich Hermann Loew 1861. Philygria opposita ingår i släktet Philygria och familjen vattenflugor. Inga underarter finns listade i Catalogue of Life.